# Thực thể ngoài hành tinh bắt cóc
Thực thể ngoài hành tinh bắt cóc là những thực thể bị tố bí mật bắt cóc và khiến người trải nghiệm phải kiểm tra y tế bắt buộc, điều này thường nhấn mạnh đến hệ thống sinh sản của họ. Các nhà khoa học chính thống và các chuyên gia sức khỏe tâm thần hoàn toàn nghi ngờ rằng hiện tượng này xảy ra theo đúng nghĩa đen như được báo cáo và thay vào đó quy các trải nghiệm này là "lừa dối, khả năng gợi ý (dễ bị tưởng tượng, khả năng thôi miên, hội chứng trí nhớ sai), tính cách, hiện tượng giấc ngủ, bệnh lý tâm thần, động lực học [và] các yếu tố môi trường." Nhà điều tra hoài nghi Robert Sheaffer cũng thấy sự giống nhau giữa những người ngoài hành tinh được mô tả trong các bộ phim khoa học viễn tưởng thời kỳ đầu, cụ thể là bộ phim Invaders From Mars, và những kẻ được báo cáo là đã thực sự bắt cóc người. Vụ bắt cóc đầu tiên của người ngoài hành tinh được công bố rộng rãi là vụ bắt cóc Betty và Barney Hill năm 1961, có sự xuất hiện của những sinh vật nhỏ bé, mắt to mặc quân phục kiểu quân đội.

## Động cơ bắt cóc
Những người trải nghiệm đôi khi tuyên bố rằng họ đã được cung cấp thông tin liên quan đến động cơ và mục tiêu nằm trong trình tự kỳ lạ của sự kiện bắt cóc bởi những kẻ bắt cóc khả nghi của họ. Tiến sĩ John G. Miller nói rằng trong các trường hợp được nghiên cứu, những kẻ bắt cóc báo cáo rằng khi họ hỏi những kẻ bắt giữ tại sao lại thực hiện các thủ thuật y tế xâm hại và làm nhục họ, thực thể thường sẽ bày tỏ ý kiến đoại loại như "Chúng tôi có quyền làm điều này."
Tác giả và nhà nghiên cứu UFO Jenny Randles đã tiến hành một nghiên cứu tập trung vào động cơ mà những kẻ bắt cóc dành cho hiện tượng bắt cóc đối với chủ thể trải nghiệm. Nghiên cứu của bà đã lấy mẫu khoảng 50 lời khai bắt cóc và phát hiện ra rằng trong khoảng 60% các trường hợp bị cáo buộc, những kẻ bắt cóc đã cung cấp cho người trải nghiệm cái nhìn sâu sắc về động cơ thực hiện vụ bắt cóc của họ. Bà nhận thấy rằng những động cơ tương tự đã được báo cáo bởi những nhân chứng bị bắt cóc bất kể ký ức về sự kiện có được hỗ trợ bởi thôi miên hay không.
Randles nói rằng động cơ được báo cáo đã hình thành một câu chuyện mơ hồ tập trung vào việc giám sát và tương tác lâu dài. Các thực thể nhắm mục tiêu vào các cá nhân nhất định vì một số phẩm chất đặc biệt và bắt cóc họ nhiều lần. Trong các vụ bắt cóc, thông tin được cho là đã được cấy vào tiềm thức để được "kích hoạt" bởi các thực thể vào một thời điểm sau này. Khoảng thời gian này đôi khi được cho là tương ứng với một số thay đổi lớn trên Trái Đất mà các thực thể mong muốn hỗ trợ chúng ta giải quyết. Bà lưu ý rằng các chủng loại thực thể được báo cáo khác nhau được cho là có động cơ khác nhau, với chủng "Bắc Âu" nhân từ hơn "Grays."

## Chủng loại
Đôi khi một tuyên bố bắt cóc đơn lẻ sẽ báo cáo nhiều loại thực thể có vẻ hợp tác với nhau.
| Các thực thể được báo cáo trong một cuộc khảo sát về 203 trường hợp bắt cóc trước năm 1985 | Các thực thể được báo cáo trong một cuộc khảo sát về 203 trường hợp bắt cóc trước năm 1985                                       | Các thực thể được báo cáo trong một cuộc khảo sát về 203 trường hợp bắt cóc trước năm 1985 | Các thực thể được báo cáo trong một cuộc khảo sát về 203 trường hợp bắt cóc trước năm 1985 |
| Chủng loại                                                                                 | Mô tả | Số lượng báo cáo                                                                           |                                                                                            |
| ------------------------------------------------------------------------------------------ | --- | ------------------------------------------------------------------------------------------ | ------------------------------------------------------------------------------------------ |
| Dạng người thấp.                                                                           | Bao gồm chủng Xám thấp và các thực thể tương tự.                                                                                 | 51                                                                                         |                                                                                            |
| Dạng người có chiều cao trung bình như con người                                           | Bao gồm chủng Xám cao và các thực thể tương tự.                                                                                  | 25                                                                                         |                                                                                            |
| Dạng người cao                                                                             | Những sinh vật tương tự, nhưng cao hơn nhiều so với một con người bình thường. Được coi là một thể loại bắt cóc không điển hình. | 23                                                                                         |                                                                                            |
| Giống xác ướp                                                                              | Những sinh vật giống xác ướp hồi sinh trong phim kinh dị.                                                                        | 5                                                                                          |                                                                                            |
| Dạng người khác                                                                            | Bao gồm chủng bò sát, người lùn có lông và những loài khác.                                                                      | 33                                                                                         |                                                                                            |
| Giống con người                                                                            | Bao gồm chủng Bắc Âu (còn được gọi là Orions). Có thể là Annunaki và các thực thể tương tự.                                      | 52                                                                                         |                                                                                            |
| Không phải con người                                                                       | Bullard mô tả chúng là "Quái dị" và giống với các tác phẩm khoa học viễn tưởng.                                                  | 14                                                                                         |                                                                                            |

| Phân loại học người ngoài hành tinh ở Brasil của Claudier Covo (dựa trên nghiên cứu về 138 vụ bắt cóc của sinh vật lạ) | Phân loại học người ngoài hành tinh ở Brasil của Claudier Covo (dựa trên nghiên cứu về 138 vụ bắt cóc của sinh vật lạ) | Phân loại học người ngoài hành tinh ở Brasil của Claudier Covo (dựa trên nghiên cứu về 138 vụ bắt cóc của sinh vật lạ) | Phân loại học người ngoài hành tinh ở Brasil của Claudier Covo (dựa trên nghiên cứu về 138 vụ bắt cóc của sinh vật lạ) |
| Chủng loại | Mô tả | Phần trăm | |
| --- | --- | --- | --- |
| Alpha | Dạng người cao từ 0,8 đến 1,4 mét.                                                                                     | 67% | |
| Beta | Sinh vật giống con người cao từ 1,4 đến 2 mét.                                                                         | 19% | |
| Gamma | Sinh vật giống con người cao hơn 2 mét.                                                                                | 8% | |
| Delta | Động vật, rô bốt, v.v...                                                                                               | 3% | |
| Omega | Thực thể năng lượng.                                                                                                   | 2% | |
| Sigma | Sinh vật rất thấp cao khoảng 0,15 mét.                                                                                 | 1% | |

## Công nghệ

### Vũ khí
Theo cuốn sách của nhà báo Nick Pope mang tựa đề The Uninvited (Vị khách không mời mà đến), chủng Xám sử dụng một thiết bị có màu đen, hình trụ, kích thước bằng một chiếc bút chì số 2 của Mỹ, có ánh sáng xanh ở một đầu. Nó được sử dụng như một vũ khí đối với nạn nhân bị bắt cóc có tính hung hăng để khiến họ tuân thủ hơn, bằng cách làm tê liệt ý chí. Có vẻ như một dạng "phaser" Star Trek bắn ra, chỉ có một chùm tia màu trắng xanh được bắn vào người bị bắt cóc có hành vi chống trả.

### Y tế
Linda Moulton Howe đã kể về một thiết bị hình trụ có kích thước bằng bút chì với đèn chiếu sáng ở một đầu được báo cáo độc lập trong ít nhất hai vụ bắt cóc khả nghi. Thiết bị này rõ ràng được sử dụng theo cách tương tự như một con dao mổ của những kẻ bị tố là bắt cóc. Một nạn nhân bị bắt cóc tuyên bố rằng khi thiết bị được sử dụng, chiếc rương mở ra không đổ máu trong "chuyển động chậm" và so sánh nó với việc xem một bông hoa nở trong kiểu chụp ảnh tua nhanh thời gian. Nhân chứng còn mô tả thiết bị này "mở cơ thể bằng âm thanh."

## Tính hợp lý và tính xác thực

### Thôi miên ảnh hưởng đến mô tả kẻ bắt cóc
Về các dạng bắt cóc khác nhau được báo cáo, nhà nghiên cứu dân gian và hiện tượng sinh vật lạ bắt cóc Thomas E. Bullard cho biết "Biểu hiện nhỏ dành cho những loại quái dị và thực tế là chúng tập trung vào những trường hợp kém tin cậy hơn sẽ làm thất vọng những người hoài nghi tìm kiếm nguồn gốc của các vụ bắt cóc trong ảnh hưởng của Hollywood. Không có gì giống như sự phong phú về người ngoài hành tinh trên màn ảnh đầy trí tưởng tượng xuất hiện trong các tác phẩm văn học về hiện tượng sinh vật lạ bắt cóc."
Bullard, có điều gì đó nhân nhượng đối với những người hoài nghi, đã lưu ý rằng sự hiện diện hoặc thiếu vắng sự thôi miên như một phương pháp để lấy lại trí nhớ ở nạn nhân vụ bắt cóc dường như ảnh hưởng đến mô tả về chính những kẻ bắt cóc. Việc hồi tưởng được hỗ trợ bởi thôi miên có nhiều khả năng tạo ra các mô tả về chủng người Xám "tiêu chuẩn" trong khi các trường hợp không sử dụng thôi miên "gồm nhiều loại hơn." Tuy nhiên, thay vì đưa ra lập trường hoài nghi chắc chắn dựa trên quan sát này, Bullard nói "Liệu thuật thôi miên định hình và cấy ghép ký ức, hoặc phá vỡ bộ nhớ cảnh tượng bề ngoài để tiết lộ diện mạo thực sự của sinh vật lạ, vẫn là một câu hỏi cần được giải quyết."

### Địa lý và văn hóa ảnh hưởng đến các mô tả về kẻ bắt cóc
Mặc dù những người ủng hộ lập luận rằng có một câu chuyện cốt lõi nhất quán giữa các tuyên bố bắt cóc, nhưng có rất ít nghi ngờ rằng sự khác biệt xảy ra trong các chi tiết của báo cáo giữa các nền văn hóa và ranh giới địa lý. Đặc điểm sinh học và thái độ của những kẻ bắt cóc là những điểm cho thấy sự khác biệt rõ rệt giữa các quốc gia quê hương của nhân chứng bị bắt cóc khác nhau. Robert Sheaffer nhận xét:

"Ở Bắc Mỹ, người ngoài hành tinh Xám chiếm ưu thế, trong khi ở Anh, người ngoài hành tinh bắt cóc thường cao, tóc vàng và Bắc Âu, và Nam Mỹ có xu hướng hướng tới những sinh vật kỳ lạ hơn, bao gồm cả quái vật lông lá."

Như đã nói ở trên, cái gọi là người ngoài hành tinh Xám thường được gắn liền với các báo cáo về vụ bắt cóc. Tuy nhiên, một lần nữa, đây có vẻ là mô hình Bắc Mỹ nổi tiếng nhất kể từ những năm 1980. Ngược lại, một số nhà nghiên cứu (chẳng hạn như Kevin D. Randle trong cuốn sách năm 1997 của ông, Faces Of The Visitors: An Illustrated Reference To Alien Contact) đã lưu ý rằng rất nhiều sinh vật lạ được báo cáo trong các vụ bắt cóc trên toàn thế giới, với một số sinh vật lạ thậm chí không được mô tả dưới dạng người nữa.
Mặc dù ở Bắc Mỹ, "người ngoài hành tinh" có nguồn gốc ngoài Trái Đất thường bị đổ lỗi nhiều nhất trong những vụ việc này, nhưng ở châu Âu và các khu vực khác trên thế giới, những sinh vật liên quan thường được coi là có nguồn gốc ma quỷ hoặc tâm linh. Các yếu tố phổ biến trong mô tả về các vụ bắt cóc và thăm viếng khác nhau tùy theo vùng miền và văn hóa địa phương, chỉ có một số yếu tố giống nhau trên toàn thế giới, chẳng hạn như cảm nhận về thế giới khác, báo cáo về sự kiểm soát tâm trí, ký ức bị kìm nén được khám phá lại và trải nghiệm tình dục. Những yếu tố này, và nhiều khía cạnh của những gì nhân chứng mô tả, rất phổ biến trong những câu chuyện cổ về cuộc gặp gỡ với thần tiên, ma quỷ và các sinh vật huyền bí khác.
Ở Brasil, có mối liên hệ chặt chẽ giữa hiện tượng bắt cóc và các truyền thống theo thuyết thông linh. Nhà nghiên cứu bắt cóc người Brasil Gilda Moura cho rằng sau sự gia tăng của thuyết thông linh trong thập niên 1980, đã có một sự gia tăng phổ biến của các "Trung tâm Thông linh" nơi xảy ra các phương pháp chữa lành huyền bí mà "liên quan đến phẫu thuật thực tế". Những loại trung tâm này lần đầu tiên xuất hiện vào thập niên 1950, nơi mà những tuyên bố của các nhà y học hoạt động "trong một phòng thí nghiệm không gian" lan rộng trong dân số Brazil, đặc biệt là trong cộng đồng người theo thuyết thông linh. Những mô tả về những trải nghiệm chữa bệnh khả nghi này chia sẻ nhiều hình ảnh phổ biến về hiện tượng người ngoài hành tinh bắt cóc và các cuộc kiểm tra y tế được báo cáo trong thế giới nói tiếng Anh. Moura lưu ý rằng sự khác biệt quan trọng giữa các báo cáo của Brasil về các bác sĩ phẫu thuật không gian tâm linh và các vụ bắt cóc "điển hình" là người Brasil cảm nhận hiện tượng này trông "dễ chịu về mặt tinh thần" trong khi những người bị bắt cóc kể lại trong trạng thái "khủng bố."

#### Ảnh hưởng văn hóa theo khoa học viễn tưởng
Sheaffer cũng nhận thấy sự giống nhau giữa những người ngoài hành tinh được mô tả trong các bộ phim khoa học viễn tưởng thời kỳ đầu, đặc biệt là, Invaders From Mars (Kẻ xâm lược từ Sao Hỏa), và những thực thể được cho là đã thực sự bắt cóc người. Điểm tương đồng tồn tại trong ngoại hình, hành vi, công nghệ và xã hội của những kẻ bắt cóc hư cấu và được cho là có thật. Hơn nữa, nội dung và cấu trúc của "câu chuyện về vụ bắt cóc" như được phác thảo bởi các nhà nghiên cứu như Nyman và Bullard được xác lập dưới dạng hư cấu vào năm 1930 trong chuyên mục truyện tranh về Buck Rogers.
Tuy nhiên, Bullard không thấy bằng chứng về ảnh hưởng đối với nhân chứng bị sinh vật lạ bắt cóc từ các nguồn khoa học viễn tưởng.